# 1247 Меморија
1247 Меморија (енгл. 1247 Memoria) је астероид главног астероидног појаса. Приближан пречник астероида је 35,97 ,
а средња удаљеност астероида од Сунца износи 3,137 астрономских јединица (АЈ).
Инклинација (нагиб) орбите у односу на раван еклиптике је 1,774 степени, а орбитални период износи 2029,627 дана (5,556 година). Ексцентрицитет орбите астероида износи 0,170.
Апсолутна магнитуда астероида износи 10,52 а геометријски албедо 0,084.
Астероид је откривен 30. августа 1932. године.